# Аль-Халід
«Аль-Халід» (урду الخالد ٹینک або Al-Khalid; також знаний як MBT 2000) — основний бойовий танк Пакистану третього покоління. Розроблений спільно Пакистаном та Китаєм протягом 1990-х років на основі китайського танку Тип 90-IIM з українським дизельним двигуном 6ТД-2 потужністю 1200 к.с. З 2001 року виробляється пакистанською компанією «Heavy Industries Taxila».

## Історія створення
Розробка танка почалося у 1988 році, а в січні 1990 року було досягнуто угоди з Китаєм про спільне проектування, розробку та виробництво. Конструкція танка заснована на китайському прототипі «Тип 90-II» та його серійної версії Тип 96, прийнятої на озброєння НВАК у 1997 році. Оригінальний прототип був розроблений «China North Industries Corporation» («Norinco») під назвою MBT-2000.
Модифікація танка для ЗС Пакистану отримала назву «Al-Khalid» на честь Халіда ібн Валіда, полководця та сподвижника пророка Магомета. MBT-2000 (VT-1A) — експортна версія китайського серійного танка Type 96. Основний бойовий танк «Al-Khalid» має певні відмінності від свого попередника «Тип 90-II»/«MBT-2000».
У липні 1991 року було вперше презентовано «Al-Khalid». Влітку 1998 року, після випробувань, було прийнято рішення про прийняття на озброєння армії Пакистану «Al-Khalid-1».
Компанія «Heavy Industries Taxila» розпочала виробництво «Al-Khalid» у листопаді 2000 року. Перші серійні моделі «Al-Khalid» надійшли на озброєння армії Пакистану в 2001 році.
На виставці IDEAS 2016 був укладений договір про постачання нових двигунів 6ТД-3 потужністю 1500 к. с. виробництва ДП «Харківське КБ з двигунобудування» між «Укрспецекспортом» і Пакистанської компанією «Heavy Industries Taxila» для заміни двигунів 6ТД-2 при модернізації танків Al-Khalid до версії Al-Khalid 2.

## Модифікації
Пакистанські
- «Al-Khalid» — на основі прототипу P3 MBT-2000, на озброєнні з 2001 року. Має боєкомплект із 39 шт. набоїв калібру 125 мм (22 у автоматі заряджання), 500 набоїв калібру 12,7 мм та 3000 набоїв 7,62 мм.
- «Al-Khalid-1» — модернізований варіант зі збільшеним боєкомплектом до 49 шт. набоїв 125 мм, 1500 12,7 мм та 7100 набоїв калібру 7,62 мм. Включає модифікації, які були зроблені у системі управління вогнем, яка тепер є більш вдосконаленою, з ефективним діапазоном ідентифікації до 7 км. Вдосконалено цифрову панель механіка-водія, автомат заряджання, український комплекс оптико-електронної протидії «Варта», тепловізор «SAGEM»[en] третього покоління як для навідника, так і для командира танку. Також вдосконалена система кондиціонування. Оснащений українським двигуном потужністю 1200 к.с. Максимальна швидкість «Al-Khalid-1» становить 72 км/год, при вазі 46 тонн.
- «Al-Khalid-2» — модернізований варіант, що включає перероблену башту, збільшену вагу, модернізований модульний пакет броні та датчики, вдосконалений боєприпас та новий силовий агрегат потужністю 1500 к.с.

Китайські
- «Тип 90-IIM» / «MBT-2000» — китайська версія. Тип 90-IIM був презентований у 2000 році з українським дизельним двигуном KMDB 6ТД-2 потужністю 1200 к.с. Експортна версія «MBT-2000» презентована у 2001 році на виставці «UMEX» в Абу-Дабі.
- «VT-1A» — новий експортний варіант Тип 90-II з китайським салоном, баштою, гарматою, електронікою та бронею. Має китайський двигун потужністю 1300 кінських сил.

## Оператори
Поточні оператори
- Пакистан — 600 шт. «Al-Khalid» та більше 150 шт. «Al-Khalid-1» на озброєнні станом на 2021 рік.
- Марокко – 150 шт. «VT-1A» на озброєнні з 2010 року.
- Бангладеш – 44 шт. «VT1A» в експлуатації.
- М'янма – 50 шт. «VT-1» на озброєнні.